# 商周大金面具

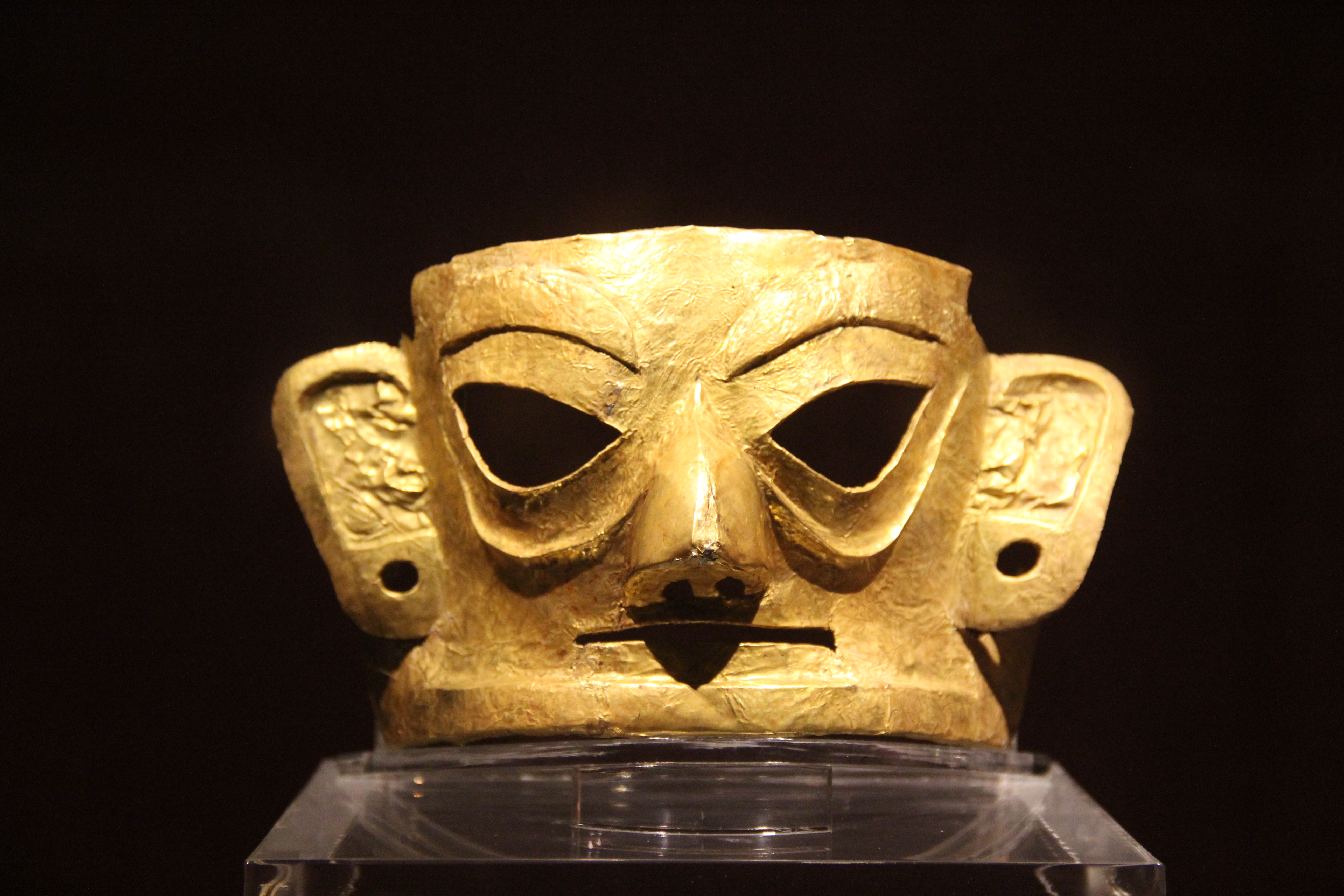
商周大金面具

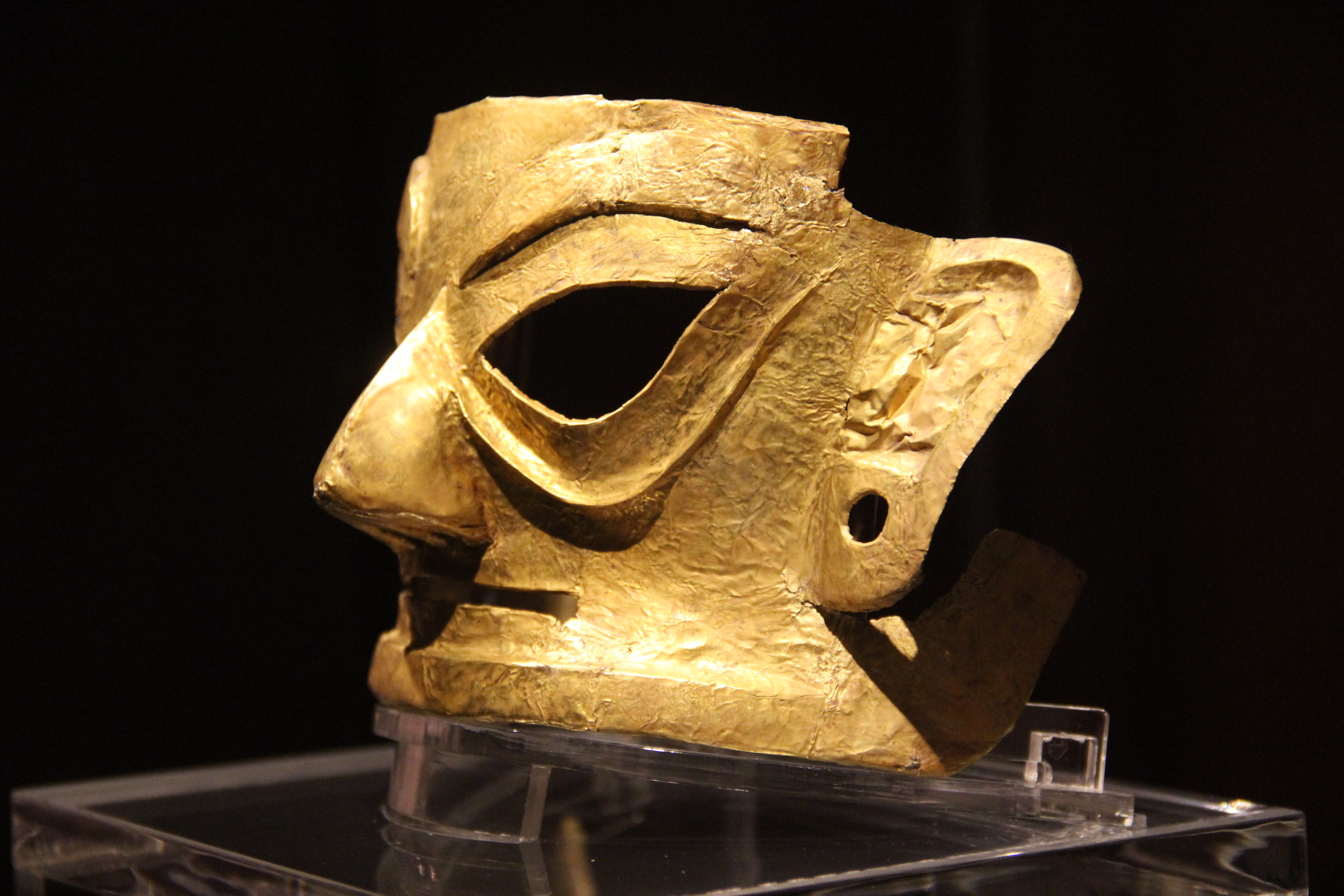

商周大金面具是2007年2月12日出土于四川成都金沙遗址的文物。面具宽19.5厘米，高11厘米，厚0.04厘米，重46克，为中国发现的同时期形体最大的黄金面具。
商周大金面具与三星堆遗址1、2号坑中出土的青铜人头像、青铜人面具在造型风格上高度相似，证明金沙遗址与三星堆遗址有紧密的承袭关系。